# Флаг сельского поселения Онуфриевское
Флаг муниципального образования сельское поселение Ону́фриевское Истринского муниципального района Московской области Российской Федерации — опознавательно-правовой знак, служащий официальным символом муниципального образования.
Флаг утверждён 3 марта 2011 года решением Совета депутатов сельского поселения Онуфриевское № 5/15 и 2 ноября 2011 года внесён в Государственный геральдический регистр Российской Федерации с присвоением регистрационного номера 7168.

## Описание
«Прямоугольное голубое полотнище с отношением ширины к длине 2:3, два нижних угла которого выделены в виде двух симметричных, соприкасающихся внизу жёлтых треугольников в 1/8 полотнища каждый; полотнище несёт посередине изображение фигур из герба поселения: жёлтую церковную главку, над ней, вплотную к верхнему краю, показанное наполовину жёлтое стилизованное солнце, а под главкой, между треугольниками — три узкие горизонтальные белые волнистые полосы».

## Обоснование символики
Флаг разработан на основе герба, который языком символов и аллегорий отражает исторические и природно-географические особенности сельского поселения Онуфриевское.
Центр муниципального образования — село Онуфриево имеет многовековую историю. Первоначально здесь была расположена православная обитель во имя преподобного Онуфрия Великого — Онуфриев монастырь, вокруг которого со временем выросла слобода ставшая впоследствии селом.
Успенский Онуфриевский мужской монастырь, что на Тростенском озере впервые письменно упоминается в межевой грамоте великого князя Ивана Васильевича 1504 года. Сохранилось описание монастыря 1649 года: «Онофреев монастырь от Москвы 60 вёрст, стоит на озере, а в том монастыре церковь, и трапеза, и колокольня, и поварня, и хлебня, и покои каменные, и земли, и угодей не мало, и рыбная ловля в том озере есть, да подмонастырская слободка 20 дворов». В XVII веке существовала прямая дорога из Москвы до монастыря.
Некогда известный монастырь со временем пришёл в упадок, и до наших дней не сохранился. Однако память о нём осталась не только в исторических документах, но и в названии села — Онуфриево. На флаге жёлтый (золотой) купол храма символизирует важное значение монастыря в истории сельского поселения.
Волнистые полосы символизирует Тростенское озеро, рядом с которым расположено Онуфриево. Несмотря на то, что само озеро расположено в соседнем Рузском районе, история села тесно связана с ним. Жёлтые края — берега образно указывают на ледниковое происхождение озёра, расположенного между холмами Клинско-Дмитровской гряды.
Выходящее сияющее солнце символизирует неразрывную историческую связь сельского поселения Онуфриевское с Истринским районом: солнце — фигура флага Истринского муниципального района.
Голубой цвет (лазурь) — символ возвышенных устремлений, искренности, преданности, возрождения.
Жёлтый цвет (золото) — символ величия, богатства, стабильности, жизненной энергии.
Белый цвет (серебро) — символ чистоты, совершенства, мира и взаимопонимания.